# Merefa
Merefa (ukr. Мерефа) – miasto na Ukrainie w obwodzie charkowskim.
Węzeł kolejowy.

## Historia
Miejscowość została założona w 1663.
W XIX wieku – słoboda w guberni charkowskiej, w 1896 r. wybudowano tu fabrykę szkła.
Prawa miejskie uzyskała w 1938 roku.
W 1989 liczyła 28 952 mieszkańców, w 2013 roku 22 280 mieszkańców, a cztery lata później 22 197 mieszkańców.

## Urodzeni w Merefe
- Piotr Antoni Massalski – major kawalerii Wojska Polskiego.
- Wiktor Miroszniczenko(inne języki) – sierżant RKKA, Bohater Związku Radzieckiego (1942)
- Raisa Obodowska – radziecka kolarka torowa, mistrz świata (1968, 1969)